# Карой Фогъл
Карой Фогъл (срещан и като Карой Фогой) (на унгарски: Fogl Károly) е унгарски футболист и треньор. Капитан на националния отбор на страната си, той е смятан за един от най-добрите защитници през 20-те години на XX век. Има 51 мача и 2 гола за националния отбор, а през 1920 г. е избран за футболист на годината в Унгария.
Бил е треньор на Спортклуб (София), с който става шампион на България. Освен това в същия период води българския национален отбор. Впоследствие е дълги години треньор в Полша.

## Клубна кариера
Почти цялата си кариера прекарва в отбора на Уйпещ, като е негов дългогодишен капитан. В защита си партнира с брат си Йожеф, като тандемът е наричан „бариерата Фогъл“ заради неговата надеждност. И двамата се славят като твърди футболисти, физически здрави и уверени в единоборствата. По това време Уйпещ не успява да пребори конкуренцията на МТК Будапеща и Ференцварош за шампионската титла, като три пъти остава на второ място в класирането на шампионата. Фогъл играе в 4 финала за Купата на Унгария, като по два пъти Уйпещ губи от МТК и Ференцварош.
През сезон 1929/30 Уйпещ печели титлата на Унгария, но Карой изиграва само 1 мач в шампионската кампания. Освен това отборът триумфира в турнира Купа Митропа. Фогъл не записва нито един двубой в Митропа, като единствените му срещи в турнира са през 1927 г. Приключва кариерата си във Вашаш, където изиграва само 3 мача.

## Национален отбор
Дебютира за националния отбор на 2 юни 1918 г. в мач с Австрия. И с екипа на „маджарите“ най-често си партнира с брат си в защита. И двамата са в състава на „маджарите“ за Олимпийските игри през 1924 г. В първия кръг Унгария преодолява Полша (5:0), но след това отпада от тима на Египет (0:3).
За Унгария изиграва 51 двубоя, което е значително количество мачове за онова време, а в 17 от тях е капитан.

## Треньорска кариера
Пристига в България през 1933 г., за да поеме Спортклуб (София). Спомага за изграждането на разпознаваем атакуващ стил в тима на Спортклуб. Работата на Фогъл е в основата на успехите на „моравите“. След като специалистът напуска, Спортклуб печели шампионската титла през 1935 г. По това време в периода февруари – октомври 1934 г. води тренировките на АС-23 в определени дни от седмицата.
В периода февруари 1934 – януари 1935 г. е начело на националния отбор на България. Води тима в квалификациите за Световното първенство, но след загуба от Унгария с 1:4 „трикольорите“ се оттеглят от надпреварата. В Балканската купа същата година България остава на последно място, след като в последния кръг записва единствената си победа срещу отбора на Гърция. Очаква се Фогъл да води националите и през следващата година, но бива заменен поради желанието си кардинално да подмлади състава.
През 1936 г. закратко води Шипка (София). Напуска отбора заради неизплатени заплати.
Треньорската кариера на Фогъл продължава в Ювентус Букурещ и Дьор. В продължение на 20 години е треньор на отбори в Полша (с прекъсване по време на Втората световна война), като е начело на Варта (Познан) в три периода (1938 – 1939, 1947 и 1950 – 1951). През 1947 г. става шампион на Полша с Варта.

## Успехи

### Като футболист
- Шампион на Унгария – 1929/30
- Купа Митропа – 1930
- Футболист на годината в Унгария – 1920

### Като треньор
- Шампион на България – 1935
- Шампион на Полша – 1947